# ICD-10 Kapitel XIII - Sygdomme i knogler, muskler og bindevæv
ICD-10 Kapitel XIII – Sygdomme i knogler, muskler og bindevæv er det trettende kapitel i ICD-10 kodelisten. Kapitlet indeholder sygdomme i knogler, muskler og bindevæv.
| Kapitel XIII – Sygdomme i knogler, muskler og bindevæv (M00-M99)                 |
| M00-M25 - Artropatier                                                            |
| M00-M03 - Infektiøse, reaktive og postinfektiøse artritter                       |
| -------------------------------------------------------------------------------- |
| M00 - Purulent ledbetændelse                                                     |
| M01 - Artritis ved infektiøse og parasitære sygdomme klassificeret andetsteds    |
| M02 - Reaktive artritter                                                         |
| M03 - Postinfektiøse og reaktive artritter ved sygdomme klassificeret andetsteds |
| M05-M14 - Inflammatoriske polyartritter                                          |
| M05 - Seropositiv leddegigt                                                      |
| M06 - Andre former for leddegigt                                                 |
| M07 - Psoriatisk artropati og artropati ved tarmlidelse                          |
| M08 - Leddegigt hos børn                                                         |
| M09 - Leddegigt hos børn ved sygdomme klassificeret andetsteds                   |
| M10 - Urinsur gigt                                                               |
| M11 - Andre former for krystalartropati                                          |
| M12 - Andre artropatier                                                          |
| M13 - Andre artritter                                                            |
| M14 - Artropatier ved andre sygdomme klassificeret andetsteds                    |
| M15-M19 - Slidgigt                                                               |
| M15 - Slidgigt i flere led                                                       |
| M16 - Slidgigt i hofte                                                           |
| M17 - Slidgigt i knæ                                                             |
| M18 - Slidgigt i tommelens rodled                                                |
| M19 - Andre former for slidgigt                                                  |
| M20-M25 - Andre ledsygdomme                                                      |
| M20 - Erhvervede deformiteter i fingre og tæer                                   |
| M21 - Andre erhvervede deformiteter af arme og ben                               |
| M22 - Sygdomme i knæskal                                                         |
| M23 - Lidelser i knæled                                                          |
| M24 - Andre ledlidelser                                                          |
| M25 - Andre ledlidelser IKA                                                      |
| M30-M36 - Generaliserede bindevævssygdomme                                       |
| M30 - Polyarteritis nodosa og beslægtede sygdomme                                |
| M31 - Andre nekrotiserende vaskulitter                                           |
| M32 - Systemisk lupus erythematosus                                              |
| M33 - Dermatopolymyositis                                                        |
| M34 - Systemisk sklerodermi                                                      |
| M35 - Andre generaliserede bindevævssygdomme                                     |
| M36 - Generaliserede bindevævssygdomme ved sygdomme klassificeret andetsteds     |
| M40-M43 - Deformerende rygsygdomme                                               |
| M40 - Kyfose og lordose                                                          |
| M41 - Skoliose                                                                   |
| M42 - Osteokondrose i rygsøjlen                                                  |
| M43 - Andre deformerende rygsygdomme                                             |
| M45-M49 - Spondylopatier                                                         |
| M45 - Spondylitis ankylopoietica                                                 |
| M46 - Andre inflammatoriske spondylopatier                                       |
| M47 - Spondylose                                                                 |
| M48 - Andre sygdomme i rygsøjlen                                                 |
| M49 - Sygdomme i rygsøjlen ved sygdomme klassificeret andetsteds                 |
| M50-M54 - Andre ryglidelser                                                      |
| M50 - Sygdomme i halshvirvelsøjlens båndskiver                                   |
| M51 - Sygdomme i lumbale og torakale båndskiver                                  |
| M53 - Andre ryglidelser IKA                                                      |
| M54 - Rygsmerter                                                                 |
| M60-M79 - Sygdomme i bløddelsvæv                                                 |
| M60-M63 - Sygdomme i muskler                                                     |
| M60 - Myositis                                                                   |
| M61 - Forkalkning og forbening af muskel                                         |
| M62 - Andre muskelsygdomme                                                       |
| M63 - Muskelsygdomme ved sygdomme klassificeret andetsteds                       |
| M65-M68 - Sygdomme i ledkapselhinder og sener                                    |
| M65 - Betændelse i ledkapselhinde og seneskede                                   |
| M66 - Spontanruptur af ledkapselhinder og sener                                  |
| M67 - Andre sygdomme i ledkapselhinder og sener                                  |
| M68 - Sygdomme i ledkapselhinder og sener ved sygdomme klassificeret andetsteds  |
| M70-M79 - Anden bløddelsreumatisme                                               |
| M70 - Bløddelsgigt opstået ved belastning, overbelastning eller tryk             |
| M71 - Anden sygdom i slimsæk                                                     |
| M72 - Fibroblastsygdomme                                                         |
| M73 - Bløddelsreumatisme ved sygdomme klassificeret andetsteds                   |
| M75 - Skulderlidelser                                                            |
| M76 - Entesopatier på ben                                                        |
| M77 - Andre entesopatier                                                         |
| M79 - Anden bløddelsreumatisme IKA                                               |
| M80-M94 - Osteopatier og kondropatier                                            |
| M80-M85 - Forstyrrelser i knogletæthed og struktur                               |
| M80 - Osteoporose med patologisk fraktur                                         |
| M81 - Osteoporose uden patologisk fraktur                                        |
| M82 - Osteoporose ved sygdom klassificeret andetsteds                            |
| M83 - Osteomalaci hos voksne                                                     |
| M84 - Forstyrrelser i knoglekontinuitet                                          |
| M85 - Andre forstyrrelser i knogletæthed og knoglestruktur                       |
| M86-M90 - Andre sygdomme i knogle                                                |
| M86 - Knoglemarvsbetændelse                                                      |
| M87 - Knoglenekrose                                                              |
| M88 - Pagets knoglesygdom                                                        |
| M89 - Andre knoglesygdomme                                                       |
| M90 - Knoglelidelser ved sygdomme klassificeret andetsteds                       |
| M91-M94 - Sygdomme i brusk                                                       |
| M91 - Brusklidelse i hofte og bækken hos unge                                    |
| M92 - Andre brusklidelser hos unge                                               |
| M93 - Andre osteokondropatier                                                    |
| M94 - Andre brusksygdomme                                                        |
| M95-M99 - Andre sygdomme i knogler, muskler og bindevæv                          |
| M95 - Andre erhvervede deformiteter af muskler og knogler                        |
| M96 - Sygdomme i knogler og muskler efter kirurgiske og medicinske indgreb IKA   |
| M99 - Biomekaniske dysfunktioner IKA                                             |

| Lægevidenskab | Spire Denne artikel om lægevidenskab er en spire som bør udbygges. Du er velkommen til at hjælpe Wikipedia ved at udvide den. |